# Danmarks Nationalbank
Danmarks Nationalbank (ofte blot omtalt som Nationalbanken) er Danmarks centralbank. Banken er en selvejende og uafhængig institution, der har tre hovedformål: at sikre en lav og stabil inflation, et stabilt finansielt system og at sørge for et effektivt betalingssystem i Danmark, så økonomiske transaktioner kan foretages hurtigt, sikkert og billigt.
Bankens uafhængighed kan føres tilbage til bankens oprettelse i 1818. I Nationalbankloven fra 1936 fremgår Nationalbankens uafhængighed ved, at Nationalbankens direktion har eneansvaret for at fastsætte de pengepolitiske renter.
Banken ledes af en direktion med tre medlemmer. Formanden er udpeget af regenten (i praksis regeringen), mens de to øvrige direktører udpeges af bankens repræsentantskab. Siden februar 2023 har Christian Kettel Thomsen været formand for direktionen.
Som led i sine opgaver har Nationalbanken ansvaret for udstedelsen af danske sedler og mønter. Banken administrerer også Danmarks statsgæld. Pengepolitikken er indrettet på at føre fastkurspolitik overfor euroen.

## Bankens hovedformål
Nationalbankens tre overordnede formål er:
- Stabile priser: Nationalbanken bidrager til at sikre stabile priser, dvs. lav inflation. Det gøres ved at indrette pengepolitikken efter en fast kronekurs over for euroen.
- Sikre betalinger: Nationalbanken medvirker til, at kontante og elektroniske betalinger afvikles sikkert. Det sker ved at udstede sedler og mønter samt sørge for, at pengeinstitutterne kan afvikle indbyrdes betalinger.
- Stabilitet i det finansielle system: Nationalbanken bidrager til at sikre stabiliteten i det finansielle system. Det gøres ved at overvåge den finansielle stabilitet og betalingssystemer, producere finansiel statistik og forvalte statens gæld.

## Historie

### De første år
Nationalbanken i København blev oprettet 1. august 1818 som et privat aktieselskab og fik af Frederik 6. eneret på at udstede sedler i 90 år. Nationalbanken skulle være uafhængig af staten. Det skyldtes, at erfaringerne fra bl.a. statsbankerotten havde vist, at det var svært for en statsejet bank som forgængeren Kurantbanken at modstå en inflationsskabende økonomisk politik. Den nye bank var et brud med enevældens princip om, at al magt lå hos kongen.
I de første år var Nationalbankens opgave at få styr på seddeludstedelsen, så man igen kunne sikre sig, at der var dækning for de sedler, der var udstedt. I 1845 indførte man sølvmøntfoden, hvilket betød, at man til enhver tid kunne få ombyttet sine sedler til sølvmønter. For at styre seddelomløbet, og hvor meget der blev udlånt, indførte man i 1856 diskontoen, som gav banken et instrument til at styre renten. I 1875 gik Danmark væk fra rigsdaleren og over til kroner. Samtidig tiltrådte Danmark konventionen om Den Skandinaviske Møntunion, som betød, at alle de skandinaviske lande indførte guldfoden og brugte samme regneenhed, kronen. Desuden havde man de samme værdier på mønterne. Den skandinaviske møntunion holdt op til 1. verdenskrig. Samtidig blev guldindløseligheden suspenderet, efter at man i løbet af én dag havde indløst sedler mod guld for over 5 mio. kr. ud af et seddelomløb på 156 mio. kr. Guldfoden blev først genindført i 1924.

### 1920-1945
I løbet af 1920'erne måtte Nationalbanken hjælpe flere banker, der var kommet i økonomiske problemer. I forbindelse med depressionen i 1930'erne opgav Danmark endeligt guldfoden i 1931 og etablerede i 1932 Valutacentralen. Den skulle styres af Nationalbanken og sørge for at administrere den rationerede tildeling af fremmed valuta. Virksomheder skulle dermed indhente tilladelse fra Valutacentralen for at kunne importere varer til Danmark.
Nationalbanken fik et fast lovgrundlag i 1936, efter at den oprindelige eneret på at udstede sedler var blevet forlænget i 1907. Det lovgrundlag er stadig gældende. Lige i begyndelsen af 2. verdenskrig sørgede C.V. Bramsnæs for, at alt nationalbankens guld (118 mio kr, svarende til 30mia 2015-kr) blev sendt først til Sveriges Riksbank i Stockholm og Norges Bank i Oslo. Kort inden Besættelsen fik man arrangeret, at det blev transporteret videre til USA i 9 skibe, således at det ikke faldt i nazisternes hænder. Under 2. verdenskrig blev Danmark tvunget til at finansiere den tyske besættelse. Ved krigens slutning var den samlede tyske gæld til Nationalbanken 7.611 mio. kr., som dog blev overtaget af staten. 
Under besættelsen var der sket en væsentlig forøgelse af seddelomløbet. For at undgå inflation efter frigivelsen af priserne var en mindskelse af seddelomløbet én af de første opgaver efter krigen. Derfor blev der med start 23. juli 1945 foretaget en pengeombytning. Nationalbanken havde faktisk allerede i 1943 i hemmelighed begyndt fremstillingen af en ny seddeltype.

### Fra 2. verdenskrig og til i dag
Efter krigen tilsluttede Danmark sig Bretton Woods-systemet og Den Internationale Valutafond, som skulle sikre, at de forskellige landes valutaer ikke svingede mere end +/-1% i værdi i forhold til dollaren. Bretton Woods-systemet brød sammen i 1971. Derfor gik Danmark i 1972 med i slangesamarbejdet sammen med de andre EF-lande. Fra 1979 deltog Danmark i ERM-samarbejdet inden for det Europæiske Monetære System, hvilket betød, at de forskellige valutaer kunne svinge med op til +/- 2,25 % overfor hinanden. Der var dog mulighed for, at man kunne foretage devalueringer, hvilket Danmark benyttede sig af flere gange. Efter at Regeringen Poul Schlüter I kom til magten i 1982, besluttede man ikke at bruge valutakursen som et aktivt instrument i den økonomiske politik. Den sidste danske devaluering kom dog først i 1987 i form af en opskrivning af den tyske mark over for en kurv af valutaer, bl.a. den danske krone. ERM-samarbejdet brød sammen i 1993. Siden ØMUens ikrafttræden har Danmark været en del af ERM2-samarbejdet, så kronen højest må svinge med +/-2,25 % over for euroen. I praksis har Nationalbanken dog sørget for, at valutakursen holder sig inden for et meget snævrere bånd, i årene 2004-2009 med et udsving på kun +/- 3 øre pr. euro.

## Nationalbankdirektører gennem tiden
Ved Nationalbankens oprettelse i 1818 bestod direktionen af én kongeligt udpeget direktør og fire direktører, der blev valgt af bankens repræsentantskab. I 1908 blev Nationalbankens lovgrundlag fra 1818 forlænget ved en såkaldt oktroj, der også fastsatte, at der skulle være to kongeligt udpegede direktører, hvoraf den ene skulle være landbrugskyndig, og derudover to eller tre andre (repræsentantskabsvalgte) direktører. I 1936 blev Lov om Danmarks Nationalbank vedtaget. Den ændrede bankens status fra aktieselskab til selvejende institution og fastsatte antallet af nationalbankdirektører til tre: en kongeligt udnævnt og to repræsentantskabsvalgte. Den kongeligt udnævnte direktør er samtidig formand for direktionen. Denne ordning har været gældende siden 1936.
Siden 1818 har der (pr. februar 2024) i alt været 20 forskellige kongeligt udpegede nationalbankdirektører. Den længstsiddende var Moritz Levy, der sad på posten i alt 31 år, fra 1862 til 1891.
| Kgl. udnævnt                     | Valgt af repræsentantskabet    | Valgt af repræsentantskabet          | Valgt af repræsentantskabet        | Valgt af repræsentantskabet           | Kgl. udnævnt (landbrugskyndig)   |
| Ordningen af 1818                |                                |                                      |                                    |                                       |                                  |
| -------------------------------- | ------------------------------ | ------------------------------------ | ---------------------------------- | ------------------------------------- | -------------------------------- |
| Ole Warberg (1818-1821)          | Christian Klingberg (1818)     | Daniel Koefoed (1818-1835)           | Christian Thomsen (1818-1833)      | Jacob Thomsen (1818-1836)             |                                  |
| Peder Møller (1821-1838)         | Peder Møller (1818-1821)       | L.N. Hvidt (1835-1856)               | Hans Georg Christensen (1833-1846) | Peter Georg Bang (1836-1845)          |                                  |
| Nicolai Aagesen (1838-1861)      | Nicolai Aagesen (1821-1838)    | H.L. Frøhlich (1856-1867)            | Hans Peter Hansen (1846-1861)      | Christian Ferdinand Wilse (1845-1858) |                                  |
| Moritz Levy (1861-1892)          | C.W. Haagen (1838-1869)        | C.W. Henrichsen (1867-1870)          | Carl Liebenberg (1861-1865)        | C.N. David (1859-1874)                |                                  |
| S. Linnemann (1892-1896)         | S. Linnemann (1869-1892)       | A.E. Reimann (1870-1873)             | S.F.C. Nyholm (1865-1868)          |                                       |                                  |
| Johannes Nellemann (1896-1906)   | Rudolf Tvermose (1892-1912)    | F.C. Smidt (1873-1896)               | W.C.E. Sponneck (1868-1873)        |                                       |                                  |
| J. Winther (1907-1924)           |                                | Søren Christian Knudtzon (1896-1913) | W.J.A. Ussing (1873-1887)          |                                       |                                  |
|                                  |                                |                                      | C.V. Lange (1888)                  |                                       |                                  |
|                                  |                                |                                      | Rasmus Strøm (1888-1913)           |                                       |                                  |
| Ordningen af 1908                |                                |                                      |                                    |                                       |                                  |
| J. Winther (1907-1924)           | Rudolf Tvermose (1892-1912)    | Søren Christian Knudtzon (1896-1913) | Rasmus Strøm (1888-1913)           |                                       | Ole Hansen (1908)                |
| J. Kr. Lindberg (1924-1932)      | Emil Meyer (1912-1913)         | Marcus Rubin (1913-1923)             | Carl Ussing (1914-1924)            |                                       | Johannes Lauridsen (1909-1920)   |
| C.V. Bramsnæs (1933-1949)        | Westy Stephensen (1913-1939)   | Hans Rosenkrantz (1923-1935)         | Frits Schrøder (1925-1936)         |                                       | Jens Peter Dalsgaard (1920-1923) |
|                                  |                                | Ove Jepsen (1935-1955)               |                                    |                                       | Holmer Green (1923-1931)         |
| Ordningen af 1936                |                                |                                      |                                    |                                       |                                  |
| C.V. Bramsnæs (1933-1949)        | Westy Stephensen (1913-1939)   | Ove Jepsen (1935-1955)               |                                    |                                       |                                  |
| Holger Koed (1949-1950)          | H. Haugen-Johansen (1939-1957) | S. Hartogsohn (1956-1963)            |                                    |                                       |                                  |
| Svend Nielsen (1950-1964)        | Frede Sunesen (1957-1979)      | Svend Andersen (1963-1982)           |                                    |                                       |                                  |
| Erik Hoffmeyer (1965-1994)       | Ole Thomasen (1980-1996)       | Richard Mikkelsen (1982-1990)        |                                    |                                       |                                  |
| Bodil Nyboe Andersen (1995-2005) | Torben Nielsen (1996-2011)     | Bodil Nyboe Andersen (1990-1995)     |                                    |                                       |                                  |
| Nils Bernstein (2005-2013)       | Hugo Frey Jensen (2011-2020)   | Jens Thomsen (1995-2011)             |                                    |                                       |                                  |
| Lars Rohde (2013-2023)           | Signe Krogstrup (2020-)        | Per Callesen (2011-2024)             |                                    |                                       |                                  |
| Christian Kettel Thomsen (2023-) |                                | Ulrik Nødgaard (2024-)               |                                    |                                       |                                  |

## Repræsentantskab og bestyrelse
Repræsentantskabet har 25 medlemmer. Otte vælges af Folketinget blandt dets medlemmer, og to udnævnes af erhvervsministeren. De øvrige 15 medlemmer vælges af repræsentantskabet – ved valg lægges vægt på indgående erhvervsindsigt, geografisk og erhvervsmæssig spredning, og at arbejdstagere er repræsenteret. 
Repræsentantskabet påser, at banken overholder Nationalbankloven og reglementet. Repræsentantskabet vælger to af nationalbankdirektørerne, foretager kvartalseftersyn, godkender årsregnskabet, seddelfunderingen og overenskomster samt udpeger bankens bestyrelse. 

Bestyrelsen har syv medlemmer. De to repræsentantskabsmedlemmer, der udnævnes af erhvervsministeren, har fast plads. De øvrige fem medlemmer vælges af repræsentantskabet blandt dets medlemmer – heraf er der praksis for at vælge to folketingsmedlemmer, så både regering og opposition er repræsenteret. 
Bestyrelsen skal holde sig underrettet om alle betydningsfulde sider af bankens virksomhed, påse, at revisionen er tilrettelagt betryggende, gennemgå bankens større engagementer, foretage kvartalseftersyn og foretage/godkende indstillinger til repræsentantskabet.

## Nationalbankens bygning
Den nuværende bygning i Niels Juels Gade og Havnegade, der danner rammen om Danmarks Nationalbank, blev tegnet af Arne Jacobsen og opført fra 1965 til 1978. I 2009 blev bygningen fredet. I 2019 besluttede man at iværksætte en større renovering, da bygningen efterhånden var temmelig slidt. I mellemtiden flyttede Nationalbanken til midlertidige lokaler  i bygningen Pier47 på Langelinie Allé 47. Det var oprindelig planen, at renoveringen skulle vare 4-5 år. Det omfattende arbejde kom dog til at vare længere tid. Pr. februar 2024 var vurderingen, at renoveringsarbejdet ville strække sig til 2029.

## Filialer
Tidligere havde Nationalbanken filialer i de større danske byer:
Danmarks Nationalbank, Aarhus Filial
Oprettet d. 4. december 1837 under navnet Bankcomptoiret, senere Bankkontoret i Aarhus. Adresse: Bispegade 2, Aarhus (senere Domkirkepladsen 1).
Filialen blev i 1926 erstattet med en ny og prangende bygning på samme sted. Bygningen blev opført efter tegninger af Axel Berg. Nationalbanken afhændede i 1989 bankbygningen, der blev købt af Nykredit. Bygningen blev fredet i 1996. 
Filialdirektører:
- Johannes Brammer (død 1882)
- 1923-1936: Oluf Bech
- 1936-1950: Robert G. Laub
- 1950-1959: Axel Ovesen Thage
- 1959-1970: Aage Elkjær
- 1970-: Poul Secher

Danmarks Nationalbank, Aalborg Filial
Oprettet d. 12. november 1881. Adresse: Gammel Torv 4, Aalborg.
Filialdirektører:
- 1937-1958: Ove Valeur
- 1958-1971: Peder Martinus Hjulmand

Danmarks Nationalbank, Nykøbing Falster Filial
Oprettet 1882. Adresse: Dronningensgade 24, Nykøbing Falster.
Filialdirektører:
- 1950-: Ernst Herlevsen

Danmarks Nationalbank, Kolding Filial
Oprettet 1924. Adresse: Jernbanegade 27, Kolding.
Filialdirektører:
- 1901-1923: Oluf Bech
- 1923-1936: Robert G. Laub
- 1953-1959: Aage Elkjær
- 1964-1968: Poul Secher

Danmarks Nationalbank, Odense Filial
Filialdirektører:
- 1926-1952: Niels la Cour
- 1952-1965: Johan Jensen
- 1965-1970: Poul Secher